# Michael Winslow
Michael Winslow (Spokane, 6 de setembro de 1958) é um ator, beatboxer, palestrante e comediante americano conhecido como o "Homem de 10.000 Efeitos Sonoros", por sua capacidade de produzir sons realistas usando apenas sua voz. É mais lembrado por ter interpretado Larvell Jones nos sete filmes da franquia  Police Academy. Michael já participou de comercias para a Cadbury e para a GEICO. Em 2010, ele estreou seus próprios aplicativos para iPhone e iPod Touch, trazendo seus efeitos sonoros e cômicos para uma plataforma móvel. Vive em Winter Springs, Flórida, um bairro periférico de Orlando.

## Filmografia
- Cheech & Chong's Next Movie (1980)
- Underground Aces (1981)
- Nice Dreams (1981)
- Space Stars (1981) (voz)
- Tag: The Assassination Game (1982)
- Lovelines (1982)
- Police Academy (1984)
- Alphabet City (1984)
- Gremlins (1984) (voz)
- Grandview, U.S.A. (1984)
- Police Academy 2: Their First Assignment (1985)
- Police Academy 3: Back in Training (1986)
- Zärtliche Chaoten (filme alemão) (1987)
- Police Academy 4: Citizens on Patrol (1987)
- Spaceballs (1987)
- Buy & Cell (1987)
- Police Academy 5: Assignment Miami Beach (1988)
- Zärtliche Chaoten II (filme alemão) (1988)
- Police Academy 6: City Under Siege (1989)
- Far Out Man (1990)
- Police Academy: Mission to Moscow (1994)
- Police Academy: The Series TV Series (1997-1998)
- The Trumpet of the Swan (2001) (voz)
- The Biggest Fan (2002)
- RoboDoc (2008)
- The History of the Typewriter recited by Michael Winslow (2010)
- Tosh.0 (2010)
- Police Academy 8 (2014)
- "Sharknado 3" (2015)